# حسن بن راشد
حسن بن راشد کنیه اش ابو علی بوده است. شیخ طوسی او را در شمار اصحاب هادی، امام دهم شیعیان دوازده امامی، شمرده است. شیخ مفید او را در زمره فقهای بزرگ و روسایی دانسته است که حلال و حرام الهی از آنها آموخته می شده است. و از کسانی که راهی برای نکوهش آنها وجود ندارد.

بنا به سندی که از رجال کشی نقل شده است، هادی در نامه ای به علی بن بلال، حسن بن راشد را جانشینِ بلال و وکیل خود در آن ناحیه قرار داده است و به بلال تاکید کرده است سر از فرمانش برنتابد و تمام حقوق خود را به او بسپرد.
در نامه دیگری که مشترکا خطاب به حسن بن راشد و ابوب بن نوح نوشته شده است، از هر دو خواسته شده تا به عنوان وکیل او (هادی)، هر یک در منطقه خود به امور شیعیان بپردازد و به کار دیگری دخالت نکند.
محمد بن فرج، می گوید: در نامه‌ای به هادی از ابو علی و... پرسیدم؟ هادی در پاسخ نوشت: نام ابن راشد  را بردی خدا او را رحمت کند، او سعادتمندانه زندگی کرد و کشته شد.